# Anna-Greta Skantz
Anna-Greta Skantz, född 25 juni 1923 i Malmö (Sankt Johannes), död 10 oktober 2002 i Malmö (Sankt Pauli), var en svensk ombudsman och riksdagspolitiker för Socialdemokraterna.
Skantz avlade realexamen 1941, blev kontorist hos Hyresgästföreningen i Malmö 1941 och  var ombudsman för Handelsanställdas förbund 1951–1964 och ledamot av Malmö stadsfullmäktige 1959–1966. Hon var ledamot av 1961 års sjukförsäkringsutredning, handicaputredningen, Riksförsäkringsverket, Poststyrelsen och statens friluftsnämnd. Hon var även ordförande i Skånes socialdemokratiska kvinnodistrikt. Hon var ledamot av riksdagens andra kammare 1962–1970 i Fyrstadskretsens valkrets. Hon var också ledamot av den nya enkammarriksdagen 1971–1982. Anna-Greta Skantz är gravsatt i minneslunden på Sankt Pauli mellersta kyrkogård i Malmö.